# Carl Johan Een
Carl Johan Een, född 12 november 1792 i Bollnäs socken, död 28 mars 1842 i Herrestads socken, var en svensk präst i Solna församling och Herrestads församling.

## Biografi
Carl Johan Een föddes 12 november 1792 på Segerstad i Bollnäs socken. Han var son till kyrkoherden Carl Petrus Een i Eksjö. Een blev höstterminen 1811 student vid Uppsala universitet, Uppsala och var med i Östgöta nation. Han prästvigdes 22 december 1816 och tog filosofie kandidat 1817. Een blev 1817 extra ordinarie bataljonspredikant vid Jönköpings regemente och tog magister vid Uppsala universitet 14 juni 1818. Han blev 20 mars 1822 teologie adjunkt vid krigsakademien på Karlberg och 10 april samma år komminister i Invalidkåren på Ulriksdals församling, Solna pastorat, tillträde samma år. Den 17 december 1823 tog han pastoralexamen. Han blev 2 mars 1824 teologie lektor vid Karlberg, samts slottspastor och kyrkoherde i Solna församling, Solna pastorat, tillträde samma år. Een blev 20 december 1832 kyrkoherde i Herrestads församling, Herrestads pastorat, tillträde 1835. Een avled 28 mars 1842 i Herrestads socken.

### Familj
Een gifte sig 12 december 1833 med Gustafva Schaeij (1808–1873). Hon var dotter till köpmannen Johan Schaeij och Maria Elisabeth Berggren i Stockholm. De fick tillsammans barnen Edla Maria Johanna (1835–1885), Selma Sophia Carolina (1836–1888), Thure Een (1837–1883), Carl Een (1839–1927) och Betty Gustava Helena (född 1840).